# دانشکده پزشکی کرمانشاه
دانشکده پزشکی دانشگاه علوم پزشکی کرمانشاه یکی از دانشکده‌های پزشکی ایران وابسته به دانشگاه علوم پزشکی کرمانشاه در کرمانشاه است. این دانشکده در سال ۱۳۵۴ بنیانگذاری شد و دارای ۶ بیمارستان آموزشی است.

## تاریخچه
دانشکده پزشکی کرمانشاه در سال ۱۳۵۴ بنیانگذاری شد. هم‌اکنون ریاست این دانشکده را دکتر مهران پورنظری برعهده دارد.